# Костін Сергій Ігорович
Сергій Ігорович Костін - заснував Одеський благодійний фонд реабілітації та соціальної адаптації громадян без визначеного місця проживання ШЛЯХ ДО ДОМУ" (русск: "Дорога к дому"), Герой Європи з номінації журналу Тайм

## Життєпис
Народився 16 липня 1958 в г Майкопі
Освіта: закінчив в 1984 р геологічний факультет Одеського державного університету
У 1996 р заснував Одеський благодійний фонд реабілітації та соціальної адаптації громадян без певного місця проживання "ШЛЯХ ДО ДОМУ" (русск: "Дорога к дому"), директором якого і є по теперішній час.
Пройшов навчання в міжнародних тренінгових програмах, у тому числі в Голландії і США, неодноразово сам проводив тренінги.
З 2000 р був технічним радником (ТА) в Україні та Грузії, а також з 2003 р в Азербайджані та Казахстані міжнародної програми Harm Reduction зі зменшення шкоди від вживання наркотиків та поширення ВІЛ-інфекції.
З 2002 р є членом співтовариства соціальних підприємців Schwab Foundation Community (Швейцарія).
У 2003 отримав звання Герой Європи з номінації журналу Тайм

## Реалізовані проєкти
За час існування фонду був керівником наступних проєктів:
1. «Здорова Одеса». Проведено епідеміологічний нагляд в середовищі бездомних. В результаті проєкту була визначена епідеміологічний стан даного середовища. Учасникам програми вдавалося одноразові шприци.
2. «Їжа для життя». Був створений харчоблок в ЦРСА (Центр Реабілітації та соціальної адаптації)
3. «Майстерні для бездомних». Створення реабілітаційного комплексу для бездомних при ЦРСА Проєкт підтриманий Каунтерпарт Альянс. 1998
4. «Рівноправність». Створення департаменту з прав людини, проведення юридичних консультацій. Видання бюлетеня «Рівноправність». Проєкт фінансований Посольством Королівства Нідерландів в Україні. 1998-1999.
5. «Право на житло». Устаткування ЦРСА меблями і господарськими приладдям. Проєкт підтриманий МФ Відродження. 1998
6. «Створення робочих місць для бездомних». Видання газети «На дні» з метою створення робочих місць бездомних громадян, створення групи розповсюджувачів газети. Проєкт фінансований Посольством СБ в Україні. 1999
7. «Початок нового шляху». Допомога біженцям і особам, які шукають притулку, здійснення програм з адаптації та реінтеграції. Проєкт фінансований УВБК ООН. 1999
8. «Розвиток самофінансування». Підвищення ефективності профілактики бездомності в Одесі і Одеському регіоні шляхом зміцнення виробничої бази для розвитку програм самофінасірованія Фонду. Проєкт підтриманий Каунтерпарт Альянс. 1999
9. «Діти і СНІД». У рамках програми була проведена благодійна виставка-продаж робіт одеських художників. Метою даної акції привернення уваги і засобів до проблеми ВІЛ-позитивних дітей відмовників. У результаті діяльності проєкту були зібрані кошти, які були направлені в державні установи, в яких містяться ВІЛ-позитивні діти. Проєкт підтриманий Каунтерпарт Альянс. 1999-2000 р.р.
10. Проєкт зменшення шкоди від немедичного вживання наркотиків «Співчуття». До участі в проєкті було залучено більше 6000 чоловік. Відкрито один стаціонарний пункт і один польовий маршрут обміну шприців. Фінансування - МФ Відродження IHRD Lindersmith Center. 1999-2000 р.р.
11. Партнерський проєкт з організацією Big Issue Scotland. Створення на базі ОБФ «Дорога до дому» модельної організації по роботі з бездомними, створення і відпрацювання системи всього комплексу послуг бездомним громадянам. Фінансування - DFID. 2002-2003 р.р.
12. Партнерський проєкт з організацією Poverty Solution Scotland. Створення на базі ОБФ «Дорога до дому» притулку для вуличних дітей, створення і відпрацювання системи комплексу послуг для безпритульних дітей підлітків, дітей, провідних вуличний спосіб життя. Фінансування - TACIS 2004-2005 р.р.
13. З 2007 року партнерська робота з міжнародним фондом Childhood. За час співпраці реалізовані багато проєкти різних видів підтримки вуличних дітей і соціально вразливих сімей.
14. * Чемпіонат світу з футболу серед безпритульних

## Посилення
- «Дорога к дому»-сайт Academia
- «Дорога к дому» [Архівовано 9 березня 2016 у Wayback Machine.]БЛОГ
- "Дорога к Дому" Благотворительный Фонд
- Сегодня Фонд «Дорога к Дому» празднует своё 15-летие [Архівовано 24 травня 2016 у Wayback Machine.]
- Дорога к дому. Социальный предприниматель Сергей Костин создал в Одессе систему помощи бездомным[недоступне посилання]l
- Президент фонда «Дорога к Дому» Сергей Костин покажет коллекцию своих картин [Архівовано 3 лютого 2016 у Wayback Machine.]
- Президент "Дороги к дому" получил медаль МВД [Архівовано 2 лютого 2016 у Wayback Machine.]